# Clarivate
Clarivate (раніше Clarivate Analytics) — незалежна американська компанія, яка була заснована у 2016 році. Вона керує базами даних, інформаційними системами та колекціями по інтелектуальній власності. Фінансуться на основі підписок на її послуги.
Компанія орієнтована на проведення наукових та академічних досліджень, патентного аналізу та правового регулювання, фармацевтичні та біохімічні дослідження, охорону торговельних марок, захист брендів та інтелектуальної власності.

## Історія
У 1960 Інститут наукової інформації (англ. Institute for Scientific Information) заснований Юджином Гарфілдом.
До 2016 була відділенням IP & Science (укр. Інтелектуальна власність та наука) у Thomson Reuters.
3 жовтня 2016 відділилася у самостійну компанію.

## Послуги
Мета компанії відбирати, аналізувати та надавати якісну інформацію для науковців, викладачів, видавців, бібліотекарів, медиків, працівників патентних відомств, фарм ринку, управлінців тощо. Їй належать, створюються і вдосконалюються:
- платформа Web of Science;
- Web of Science Core Collection — основна колекція WoS, перша наукометрична база даних, походить від Science Citation Index, індексом започаткованим Юджином Гарфілдом в 50 роки ХХ століття, що вироблявся Інститут наукової інформації (ISI)
- Journal Citation Reports — аналітична надбудова для аналізу видань проіндексованих у Web of Science Core Collection з природничих та технічних (SSIE) та суспільних наук (SSCI) для яких розраховується імпакт-фактор,
- аналітична надбудова Essential Science Indicators
- референс менеджер EndNote [Архівовано 29 січня 2017 у Wayback Machine.],
- авторський ідентифікатор ResearcherID,
- аналітична платформа InCites,
- Converis,
- Cotrellis,
- Itegrity,
- MetaCore,
- ScholarOne [Архівовано 2 лютого 2017 у Wayback Machine.] система управління публікаційним процесом.
- Thomson Innovation,
- Derwent World Patents Index,
- CompuMark [Архівовано 2 лютого 2017 у Wayback Machine.],
- MarkMonitor [Архівовано 28 січня 2017 у Wayback Machine.],
- Techstreet.

Лого є перетином трьох кіл що символізують процеси без яких не можлива іноваційна діяльність: Відкриття, Захист та Комерціалізація (Discover, Protect, Commercialize)